# تمرحنة (نبات)
اليَاسِم أو الفَغُو أو الوِثاقيَّّة أو النوَّار الأبيض أو التمرحنة أو ليغسطروم (الاسم العلمي: Ligustrum) هي جنس من النباتات تتبع الفصيلة الزيتونية من رتبة الشفويات.

## أنواع نبات التمرحنة
- تمرحنة أسترالية
- تمرحنة بيضاء الزهر
- تمرحنة بيضاوية الأوراق
- تمرحنة تشونوسكية
- تمرحنة دائمة الخضرة
- تمرحنة دولافية
- تمرحنة رفيعة
- تمرحنة رفيعة الأوراق
- تمرحنة رقيقة
- تمرحنة شائعة
- تمرحنة شفافة
- تمرحنة صغيرة السداة
- تمرحنة صفصافية
- تمرحنة صينية
- تمرحنة غينيا الجديدة
- تمرحنة قاسية
- تمرحنة لندلية
- تمرحنة متكورة
- تمرحنة متمددة
- تمرحنة متموجة
- تمرحنة محيرة
- تمرحنة مدملكة
- تمرحنة مدورة الأوراق
- تمرحنة مكتنزة
- تمرحنة منفرجة الأوراق
- تمرحنة منقطة الأوراق
- تمرحنة نحيلة الساق
- تمرحنة نيبالية
- تمرحنة هنرية
- تمرحنة يابانية